# Qhonqhota
La qhonqhota, también conocida como qonqota o qonkota, es un instrumento de cuerda parecido a la guitarra típico del departamento de Potosí, en Bolivia, considerado Patrimonio Cultural Inmaterial del Estado Plurinacional de Bolivia, según la Ley 886 del 13 de enero de 2017.

## Características y fabricación
La qhonqhota se realiza artesanalmente por los habitantes del departamento de Potosí. Se parece a una guitarra, pero es de mayor tamaño y con una boca mucho más pequeña. Por lo general, está provista de ocho cuerdas, aunque esto puede variar. Mide aproximadamente 90 centrímetros. 

## Uso ritual
Se dice que los intérpretes de qhonqhota llaman a la lluvia al tocar el instrumento, agradeciendo al mismo tiempo a la madre tierra con la música. Se suele interpretarel instrumento en la fiesta de Todos Santos, antes de la época de siembra de la papa. También se lo interpreta en Uncía cada año, antes de Carnavales, durante el denominado "Festival Takiy Tinku de la Qhonqhota". Según los intérpretes, los golpes en las cuerdas de la qhonqhota se asemejan al sonido de truenos, por lo que es un instrumento que se toca exclusivamente durante la época de lluvias.

## Etimología
Su nombre viene del quechua qhonqhota que significa "estremecer”. Onomatopéyicamente, el instrunmento haría un sonido parecido al "qhon, qhon, qhon" .